# Sandavágur
Sandavágur (Strandbugten) er en bygd med 1.038 indbyggere (1. januar 2025) på den sydlige del af øen Vágar, Færøerne. Sandavágur ligger, som navnet antyder, ved enden af en bugt med sandstrand.
Den 1. januar 2009 blev Vága kommuna oprettet, efter at Miðvágs kommuna og Sandavágs kommuna blev slået sammen. Kommunen havde i januar 2025 2.218 indbyggere.
Vága kommuna indbefatter bygderne Miðvágur, Sandavágur og Vatnsoyrar.

Bygden ligger ved øens eneste vej, som nu fører fra Vágartunnelen via Vágar Lufthavn til Gásadalur. Den umiddelbare nabobygd ved samme bugt er Miðvágur i vest.
Børnehaven Sóljugarður har i alt ca. 90 børn og ca. 20 medarbejdere. Kommunens fællesskole, Skúlin á Giljanesi, ligger i bygden.
I Sandavágur er der et gæstehus og en campingplads, der er åben hele året rundt. Der er en kiosk og forskellige detailbutikker i bygdens centrum. Der er endvidere gartneri, tandlægeklinik, frisør, snedkeri, autoværksted, tømrerværksted og et malerværksted.

## Historie
Sandavágur blev grundlagt i vikingetiden for ca. 1000 år siden.
I 1956 blev der ved udgravninger i bymidten fundet rester af flere bygningers fundamenter. En af dem er bygget i vikingetiden, de andre i det 14. eller 15. århundrede. Efter afslutningen af undersøgelsen blev de udgravede rester efterladt på plads og dækket med jord igen, da restaurering, i lighed med tilfældet med bygningerne i Leirvík, ikke syntes at være umagen værd.
En runesten fra omkring 1200 er fundet i 1917 i Eingjartoftir. Den fortæller, at vikingen Thorkæl Onundarsøn Østmand fra Rogaland var den første, der bosatte sig her. Runestenen står nu Sandavágs kirkja.
Færøernes lagmand holdt til i Sandavágur indtil 1816, da lagmandsembedet blev nedlagt, og Færøerne blev et dansk amt.
1844 besøgte kronprins Frederik Færøerne, og en mand klatrede på toppen af klippen Trøllkonufingur, så han kunne vinke til kongen, da han sejlede forbi. Senere, da manden var kommet ned, opdagede han, at han havde glemt en af sine handsker på toppen af klippen, så besluttede han at bestige den igen. På vej til toppen faldt han og døde.
Sandavágur er en gammel kirkebygd. Der har været kirker i bygden helt tilbage til den katolske tid. Fra skriftlige kilder ved man, at der har været 6 kirker i bygden.
Omkring 1900 var hovederhvervene landbrug eller fiskeri. Fiskeriet med slupperne ændrede folks levevilkår. I 1895 blev den første slup købt til Sandavágur, og efterhånden kom flere skibe til, så der omkring 1920 var 20 slupper.
Den særprægede Sandavágs kirkja fra 1917 er tegnet af arkitekten Magnus Jacobsen (Magnus á Kamarinum), Tórshavn.

## Sport
I Sandvágur er der en aktiv idrætsforening – SÍF Sandavágur, foreningens aktiviteter omfatter fodbold, håndbold, volleyball og kaproning. Sandavágur og Sørvágur har et fælles fodboldhold kaldet 07 Vestur.
Sportshallen er rammen om stort set alt socialt liv i bygden.

## Turisme
Byen har både Bed & Breakfast, vandrehjem og campingplads. Et gammelt pakhus huser caféen Fiskastykkið, hvor der serveres færøsk mad af lokale råvarer.
I bygdens centrum er der et monument, der blev rejst i 1919 for politikeren og videnskabsmanden V. U. Hammershaimb.
Den traditionelle Á Steig-gård kan stadig ses i byens centrum i dag og kan ses udefra. Tidligere var han kendt for, at gårdens marker var blandt de bedst egnede til korndyrkning på hele Færøerne.
I den nordlige del af bygden findes den lille park Viðarlundin á Abbreyt som blev skabt i slutningen af 1980'erne.
Fra Oyrargjógv går der en vandresti ud til bygden Slættanes, som var beboet fra 1835 til 1964.
Nær ved ligger det gamle færgeleje Oyrargjógv, hvorfra færgen sejlede til Vestmanna, før Vágartunnelen blev bygget.
1997 og 2003 fik bygden prisen for at være Færøernes bedst velholdte bygd.[kilde mangler]

## Kendte personer fra Sandavágur
- Torkil Nielsen (f. 1964) – fodboldspiller der scorede Færøernes første mål i en international kamp (EM-kvalifikationskamp mod Østrig i 1990).
- Samuel Jacob Sesanus Olsen (1904-1994) – skolelærer, forfatter og oversætter.
- V. U. Hammershaimb (1819-1909) – grundlæggeren af det færøske skriftsprog.
- Karl Weihe (f. 1999) — realitydeltager i bl.a. Ex on the beach Danmark, Paradise hotel Norge og Paradise hotel Danmark.

## Galleri
- Sandavágs kirkja
- Sandavágur
- Sandavágur
- Monumentet for V. U. Hammershaimb